# Yoshio Kodama
Yoshio Kodama (18 de fevereiro de 1911 — 17 de janeiro de 1984) foi uma proeminente figura do crime organizado japonês. Esteve presente na cena política e no submundo do crime, dos anos 1930 até o início dos anos 1970.